# Michel Brusseaux
Michel Brusseaux (Orán, 1913. március 19. – 1986. március) algériai születésű, francia válogatott labdarúgó, edző.

## Sikerei, díjai

### Játékosként
- FC Sète
  - Francia első osztály bajnoka: 1938-39